# Championnat d'Amérique du Sud de rugby à XV 1969
Navigation
Championnat 1967 Championnat 1971
Le Championnat d'Amérique du Sud de rugby à XV 1969 est une compétition de rugby à XV organisée par la Confederación sudamericana de rugby. La 6e édition se déroule du 4 octobre au 11 octobre 1969 et est remportée par l'équipe d'Argentine.

## Équipes participantes
- Argentine
- Chili
- Uruguay

## Format
L'Argentine, le Chili et l'Uruguay disputent des matchs sous la forme d'un tournoi. Le premier est déclaré vainqueur.

## Classement
| Rang | Nation        | J | V | N | D | Pm | Pe | Diff | Pts |
| ---- | ------------- | - | - | - | - | -- | -- | ---- | --- |
| 1    | Argentine (T) | 2 | 2 | 0 | 0 | 95 | 6  | +89  | 4   |
| 2    | Chili         | 2 | 1 | 0 | 1 | 13 | 60 | -47  | 2   |
| 3    | Uruguay       | 2 | 0 | 0 | 2 | 12 | 54 | -42  | 0   |

|  | Vainqueur (no 1).        |
|  | T : Tenant du titre 1967 |

## Résultats
| 4 octobre 1969 | Uruguay | 6 – 41 | Argentine | Santiago |
| 4 octobre 1969 |         |        |           | Santiago |
| 4 octobre 1969 |         |        |           | Santiago |

| 8 octobre 1969 | Chili | 13 – 6 | Uruguay | Viña del Mar |
| 8 octobre 1969 |       |        |         | Viña del Mar |
| 8 octobre 1969 |       |        |         | Viña del Mar |

| 11 octobre 1969 | Chili | 0 – 54 | Argentine | Santiago |
| 11 octobre 1969 |       |        |           | Santiago |
| 11 octobre 1969 |       |        |           | Santiago |